# Sanjay Shah
Sanjay Shah est un ancien opérateur de marché (trader) et homme d'affaires britannique. Il est connu pour avoir fondé Solo Capital, une société de fonds spéculatifs qui a fermé ses portes en 2016, et Autism Rocks, une organisation caritative qui sensibilise à l'autisme et pour être suspecté par la justice de plusieurs pays d'être l'un des principaux acteurs, voire le cerveau, d'une vaste « fraude à l'arbitrage de dividendes » qui lui aurait permis de voler au trésor danois 12,7 milliards de DKK (1,65 milliard d'euros) entre 2012 et 2015. Selon les CumEx-Files, ce système de fraude impliquait plusieurs nations européennes et plusieurs des plus grandes banques du monde telles que Barclays, Merrill Lynch, JP Morgan, Morgan Stanley, BNP Paribas, Banco Santander, Macquarie Banque et Deutsche Bank.
Sanjay Shah a admis que sa société avait - légalement selon lui - permis à ses clients de se faire rembourser par le ministère danois des Impôts environ 8 DKK milliards de taxes supposées non-dues, mais qu'ils n'avaient en réalité jamais payées. Il estime avoir simplement profité d'échappatoires fiscales légales, en jouant sur le fait que les revenus de dividendes sont imposés différemment dans diverses juridictions. Le 31 mai 2022, il a été arrêté à Dubaï. Le 3 avril 2023, la cour de cassation de Dubaï confirme son extradition vers le Danemark.

## Carrière
Sanjay Shah a travaillé comme banquier pour Morgan Stanley, Credit Suisse et Rabobank « sur une période de près de 20 ans et - après s'être retrouvé au chômage en 2008 - a créé sa propre entreprise de gestion d'investissements, de courtage et de négociation principale ». Il a fondé à Londres la société de fonds spéculatifs Solo Capital, qui employait « plus de 100 experts financiers dans des bureaux à Londres et à Dubaï ». Il a fait l'objet d'une enquête pour fraude fiscale et Solo Capital a fermé en 2016, alors que les autorités danoises enquêtaient sur lui, tandis que son domicile et ses bureaux à Londres étaient perquisitionnés par la British National Crime Agency et que la Varengold Bank (co-détenue par Shah) étaient perquisitionnée par les autorités allemandes,.

### Accusations danoises de fraude fiscale sur les dividendes

Les pays concernés par la fraude CumEx-Files.

En 2010, un rapport d'audit danois alerte sur le fait que le ministère danois des impôts a ignoré à plusieurs reprises des avertissements relatif à une échappatoire fiscale légale concernant l'impôt sur les dividendes.
De 2012 à 2015, la société de Sanjay Shah, Solo Capital, a fait en sorte que ses clients reçoivent plus de 8 milliards de DKK sous forme de remboursements d'impôts qu'ils n'ont pas payés.
En juin 2018, le ministère danois des Impôts porte plainte au civil devant la Haute Cour de justice du Royaume-Uni, affirmant avoir été victime de fraude, de complot, de malhonnêteté et d'enrichissement sans cause.
Depuis 2015, Shah est le principal suspect dans cette affaire, qui aurait spolié l'Etat danois de 12,7 milliards de DKK (1,65 milliard d'euros), affaire mise à jour par les CumEx-Files,,,. La fraude fiscale opérée de 2012 à 2015 est la plus importante de l'histoire du Danemark.
Shah est aussi le principal suspect d'une autre fraude basée sur le même mécanisme, portant respectivement sur plus de 200 millions d'euros, volés à l'Etat belge, et 65 000 euros (580 000 NOK) volés à l'Etat norvégien,,,.
Il s'apprêtait aussi à prendre 300 millions d'euros supplémentaires au fisc belge  et 40 millions d'euros (350 millions de NOK) au fisc norvégien, en Norvège, opération bloquée à la suite des alertes émises par les autorités danoises,,,.
En 2016, l'Allemagne et le Royaume-Uni ont lancé une procédure contre S. Shah via Eurojust ; de même pour le département du Trésor américain, qui soupçonne qu'une partie de l'argent a été détourné via des fonds de pension américains,,.
En décembre 2016, environ 300 millions d'euros sont saisis sur ses comptes par la police danoise, en coopération avec des polices étrangères.
En 2017, deux complices présumés de S. Shah sont inculpés par les autorités danoises.
En 2018 (septembre), un juge de la Haute Cour de justice de Londres saisit 1,3 $ milliard de dollars dans le cadre d'un jugement par défaut contre deux sociétés britanniques, Solo Capital Limited et Elysium Global (UK) Limited, dont Shah a perdu le contrôle à la suite d'une demande de l'agence fiscale danoise SKAT. Les réclamations contre ces sociétés n'ont pas été défendues, d'où le "jugement par défaut". Le même mois, selon  Finans.dk (filiale du journal Jyllands-Posten), les actifs d’Elysium Global et d’Elysium Properties, deux des sociétés de Shah, sont gelés et les autorités danoises lancent des poursuites contre lui devant les tribunaux du centre financier international de Dubaï ainsi que devant le tribunal de commerce de Londres.
En 2018, la Grande-Bretagne, l'Allemagne et les Émirats arabes unis font geler 660 millions de dollars d'actifs appartenant à S. Shah, mais sans les confisquer.
En mai 2019, plusieurs fonds de pension américains acceptent de rendre 1,6 milliard de DKK (239 millions USD) dans une affaire de fraude fiscale connexe. Et en septembre, la banque allemande North Channel Bank accepte une amende de 110 millions de DKK pour son implication dans un stratagème de fraude fiscale connexe,. Shah reste le principal suspect dans la principale affaire de fraude fiscale.
En septembre 2019, le Fisc danois signale qu'une décision rendue à Dubaï contre un "acteur central" de cette fraude donne accès à 9 millions de documents, dont 3,5 millions avaient déjà été transférés. Ce sont les CumEx Files, qui ont permis de calculer en 2021 que dans une quinzaine de pays (en Allemagne et en France, principalement), les contribuables ont été escroqués d'environ 150 milliards d'euros en quelques années.
Jack Irvine (porte-parole de Shah) confirme que ces documents proviennent bien de Shah. Le nombre d'actes d'accusation danois contre des personnes et des entreprises impliquées dans le stratagème de fraude fiscale passe à 476 (avec des frais de justice prévus de 2,4 milliards de couronnes danoises).
En septembre 2019, les autorités n'auraient pas de preuve de fraude au Royaume-Uni, en Allemagne ou au Danemark. En septembre 2019 également, un procureur danois a pu interroger Shah à Abu Dhabi durant trois jours, dans le cadre d'un entretien volontaire. S. Shah nie avoir commis aucun acte répréhensible. Dans des documents déposés devant la Haute Cour de Londres dans le cadre d'une procès intentée par l'autorité fiscale danoise SKAT, les avocats de Shah rejettent les allégations portées contre lui. En novembre 2019, les autorités britanniques et danoises demandent l'extradition de Shah de Dubaï vers le Danemark après avoir passé un accord selon lequel les principales poursuites contre S. Shah auront lieu devant un tribunal danois. Un expert danois juge « presque impossible » l'extradition d'un suspect des Émirats arabes unis, pour des raisons de réciprocité, car les Émirats arabes unis appliquent la peine de mort pour certains crimes, alors que le Danemark ne peut pas le faire en raison du respect des droits humains,.
En mai 2020, selon le ministre des impôts Morten Bødskov, les honoraires versés aux avocats ont été de 350 USD millions, et 250 employés ont été ajoutés au bureau des impôts pour remédier aux défaillances massives du contrôle. Le 12 août, au motif d'un manque de preuves, le tribunal de Dubaï rejette l'allégation du gouvernement danois selon laquelle il a été fraudé par Sanjay Shah de 1,5 milliard de livres sterling (7,2 milliards de dirhams).
En 2021, les procureurs danois inculpent Shah pour avoir frauduleusement récupéré 1,6 milliard de dollars d'impôt sur les dividendes et évoquent une possible peine de prison de 12 ans en raison de la gravité de la fraude. En avril, l'autorité fiscale danoise Skat se voit refuser par la Haute Cour de Londres la possibilité d'intenter devant elle un procès contre S. Shah (et contre 70 autres accusés, dont beaucoup sont des sociétés basées au Royaume-Uni), au motif que le Royaume-Uni ne serait pas le bon endroit pour intenter une action en justice relative à une créance fiscale étrangère (2 milliards de dollars étaient demandés par le Danemark) ; le juge Andrew Baker déclare que le procès a des motivations politiques et qu'il est conçu pour faire un exemple des personnes impliquées, mais il ne lève pas le gel mondial des avoirs de l'homme d'affaires britannique M. Shah (décision qui devait être étudiée lors d'une audience du tribunal un moins plus tard). Le gouvernement danois a fait appel de cette décision avec succès. Cette même année 2021, un reportage d'enquête de la cellule d'investigation Correctiv, publié par Arte, contient une interview de Sanjay Shah ; Les journalistes d'investigation y relient les fraudes fiscales titanesques dont le mécanisme a selon eux été affiné par Shah, et notamment utilisé pour le financement occulte du principal parti d'extrême droite allemand, l'AfD.
Le 31 mai 2022, Sanjay Shah a été arrêté à Dubaï, d'où il pourrait être extradé vers le Danemark pour y être jugé.
Le 3 avril 2023, la cour de cassation de Dubaï confirme son extradition vers le Danemark.

## Vie personnelle
Shah est marié et père de 3 enfants. Il vivait à Dubaï depuis 2009.
Son plus jeune fils (Nikhil) a reçu un diagnostic d'autisme en 2011. En 2014, Sanjay Shah a fondé Autism Rocks un organisme qui organise des concerts de musique dans le monde pour collecter des fonds pour des œuvres caritatives et sensibiliser à l'autisme.

## Publications
Sanjay Shah a été co-auteur d'un texte publié en juillet 1995 par la Société financière internationale (SFI) et la Banque mondiale sur les spécificités des politiques de versements de dividendes décidées par les entreprises dans les marchés de pays émergents ; selon les auteurs, les versements de dividendes tendent « à être plus volatils dans les marchés émergents que dans les pays développés », mais quand ces marchés émergents s'ouvrent aux capitaux internationaux, « la politique de dividende prend de l'importance, même si elle n'en est pas altérée. Les managers sont plus préoccupés par leur politique de dividende aujourd'hui qu'ils ne l'étaient par le passé. Et cette préoccupation est renforcée par le rôle du gouvernement dans bon nombre de ces pays qui agissent en tant que protecteur des actionnaires minoritaires et des créanciers en imposant des contraintes sur la politique de dividende ».